# Ежуров, Владимир Раимович
Влади́мир Раи́мович Ежуров (24 марта 1960) — советский футболист, таджикский и российский тренер.

## Биография
В первенстве СССР играл в клубах низших лиг «Янгиер» (Янгиер, Узбекская ССР) и «Автомобилист» (Пролетарск, Таджикская ССР).
В 1992—1995 и 1999—2000 годах работал главным тренером пролетарского клуба, ставшего называться «Пахтакор» В 1993 и 1994 годах стал бронзовым призёром Таджикистана.. Позже работал в узбекских клубах «Металлург» Бекабад, 1996—1997) и «Семург» Ангрен, 2000—2002) и таджикском «Худжанде». Параллельно, в 1994—1999 годах, входил в тренерские штабы юношеской, молодёжной, олимпийской и национальной сборных Таджикистана.
В 2003—2010 годах работал в системе казанского «Рубина» — тренером молодёжной команды, «Рубина-2» и селекционером.
1 февраля 2011 года было объявлено о том, что Ежуров вошёл в тренерский штаб калининградской «Балтики» однако уже 25 февраля он стал исполняющим обязанности главного тренера фарм-клуба «Рубина» нижнекамского «Нефтехимика», а в конце марта Ежурова на этом посту сменил Андрей Ситчихин, после чего Ежуров вернулся в «Рубин».
В начале марта 2014 сдал экзамены в Академии тренерского мастерства РФС на тренерскую лицензию категории PRO. Работал тренером и главным тренером в красноярском «Енисее». При этом фактическим руководителем тренерского штаба был не имеющий лицензии Pro Алексей Ивахов.
В январе 2016 был назначен главным тренером белорусской «Белшины». В апреле 2016 года покинул клуб.
С июля 2016 года входил в тренерский штаб «Енисея», а затем вместе с главным тренером Андреем Тихоновым и тренером вратарей Анатолием Рожковым перебрался в самарские «Крылья Советов».
С июня 2019 по май 2020 — старший тренер молодёжной команды казанского «Рубина», методист клубной академии. 16 октября 2020 года снова стал работать с Андреем Тихоновым — в нурсултанской «Астане».